# Relations entre la Croatie et la Hongrie
Les relations entre la Croatie et la Hongrie sont des relations internationales s'exerçant entre deux États d'Europe. La Croatie a une ambassade à Budapest et deux consulats à Pécs et Nagykanizsa tandis que la Hongrie a une ambassade à Zagreb et deux consulats à Rijeka et Split.
Les deux États ont signé 96 traités bilatéraux et sont membres de multiples organisations internationales, dont l'Organisation du traité de l'Atlantique nord (OTAN), l'Organisation pour la sécurité et la coopération en Europe (OSCE) et l'Union européenne.

## Relations économiques
En 2009, le montant des échanges bilatéraux s'élevait à 623 083 euros, dont une grande partie consiste en les exportations hongroises vers la Croatie.